# Diego Estrada
Diego Alonso Estrada Valverde (Alajuela, 25 maggio 1989) è un calciatore costaricano, centrocampista svincolato.

## Palmarès

### Club

#### Competizioni nazionali
- Campionato guatemalteco: 1

Comunicaciones: Apertura 2012
- Campionato costaricano: 2

Saprissa: Verano JPS 2014, Invierno JPS 2014

### Nazionale
- Campionato nordamericano di calcio Under-20: 1

2009